# Nillkees
Das Nillkees, auch Nilkees, Nill Kees oder in alten Karten: Maurer Kees, ist ein Gletscher im Eichhamstock der Venedigergruppe in den Gemeinden Virgen und  Matrei in Osttirol im Bezirk Lienz (Osttirol).

## Lage und Ausdehnung
Das Nillkees befindet sich im Talschluss des Nillbaches an der Südseite des Eichhamstocks umrahmt von den Gipfeln der Kuhhaut im Südwesten, dem Hohen Eichham im Nordwesten, dem Niederen Eichham im Nordosten und dem Säulkopf im Südosten. Durch den Gletscher verläuft die Grenze zwischen den Gemeinden Virgen und Matrei in Osttirol, wobei die Gemeinde Virgen den wesentlich größeren Anteil am Gletscher hat.
Das Nillkees umfasste Ende 2018 0,024 km².

## Geschichte
Anfang der 1870er Jahre umfasste das Nillkees neben dem Talschluss des Nillbaches auch die nördlichen Bereiche des unterhalb gelegenen Sandbodens zwischen dem Südgrat der Wunspitze und dem Südgrat des Säulkopfes. Zudem bestand eine Verbindung zum heutigen Hexenkees. Zudem bedeckte der Gletscher auch die Westseite des Eichham-Südgrats (Kleiner Nillkees), wobei die beiden Gletscherteile durch die Eichhamscharte verbunden waren. Im Westen reichte der Gletscher dabei bis in eine Höhe von rund 2.800 Metern Seehöhe hinab, im Süden endete der Gletscher in rund 2.700 Metern Seehöhe. Im Zuge des Gletscherschwundes seit der Mitte des 19. Jahrhunderts zog sich das Nillkees bis zum ersten Viertel des 20. Jahrhunderts hinter die Steilstufe oberhalb des Sandbodens zurück und füllte nur noch den Talschluss zwischen Kuhhaut, Eichham und Säulkopf sowie einen kleineren Teilbereich an der Westseite der Eichhamscharte aus.
Das Nillkees umfasste 1850 0,31 km² und schrumpfte bis zum Jahr 1969 auf 0,25 km² bzw. bis 2013 auf 0,12 km². Zwischen 1969 und 2013 verlor das Nillkees 49 % seiner Fläche. Das Tiroler Rauminformationssystem kartierte das Nillkees Ende 2018 jedoch nur noch mit 0,024 km² und sieht das Kleine Nillkees als erloschen an.